# Walter Ferreri
Walter Ferreri (nacido en Turín, 1948), siendo originario de Buddusò en la Provincia de Sassari (Cerdeña), es un astrónomo y divulgador de ciencia italiano.

## Biografía
Trabaja en el Observatorio Astronómico de Turín, en Italia donde se encarga de relaciones externas. Por su labor en la búsqueda de asteroides, en el año 1987 nombraron en su honor al asteroide (3308) Ferreri por la contribución astronomía. Según consta en el Centro de Planetas Menores, descubrió 15 asteroides entre los años 1984 y 1988, dos de ellos junto a Vincenzo Zappalà.
Es miembro de varias asociaciones italianas y extranjeras, en particular, desde 1988, de la "Division III Commission 20 Positions & Motions of Minor Planets, Comets & Satellites" y de la "Division III Planetary Systems Sciences" de la Unión Astronómica Internacional. A su vez es asiduo divulgador científico, fundando en el año 1977 la revista italiana de astronomía, "Orione", de la que actualmente es el director científico en su nueva edición conocida como "Nuovo Orione".
Entre los trabajos que lleva a cabo incluye los de tipo astronométrico de asteroides dinámicamente inestables, cometas y en particular el sistema Plutón-Caronte. Actualmente participa en experimentos de impactos a hipervelocidad.

## Publicaciones
Autor de numerosos libros, es coautor con Margherita Hack y Pippo Battaglia del libro Origen y fin del universo (2002).
En el año 1993 fue galardonado con el premio "Targa Giuseppe Piazzi", de divulgación científica.